# (1564) Сербия
(1564) Сербия (серб. Србија) — типичный астероид главного пояса, который был открыт 15 октября 1936 года сербским астрономом Милорадом Протичем в обсерватории Белграда и назван в честь Сербии, государства в центральной части Балканского полуострова.

Орбита астероида Сербия и его положение в Солнечной системе
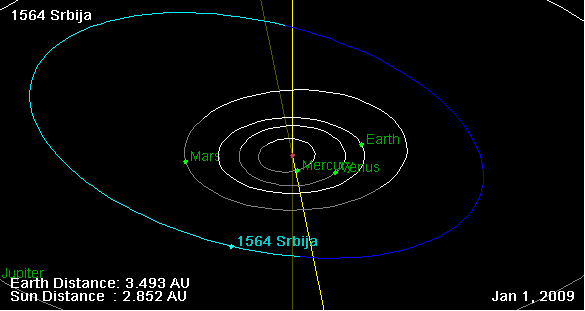
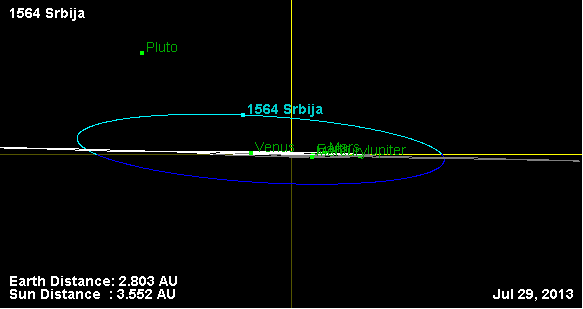

Сербия не пересекает орбиту Земли и обращается вокруг Солнца за 5,64 юлианских лет.